# Diecezja San José de Mayo
Diecezja San José de Mayo – diecezja rzymskokatolicka w Urugwaju. Siedziba mieści się w San José de Mayo w departamencie San José. Obejmuje swoim  obszarem departamenty: San José i Flores.

## Historia
Diecezja San José de Mayo została erygowana 15 listopada 1955 roku jako sufragania archidiecezji Montevideo. Diecezja powstała poprzez wyłączenie z terytorium diecezji Salto oraz archidiecezji Montevideo.
Przekształcenia terytorialne:
- 17 grudnia 1960: wydzielenie diecezji Mercedes;
- 25 listopada 1961: wydzielenie diecezji Canelones.

## Biskupi San José de Mayo
- Luis Baccino - (20 grudnia 1955 - 5 lipca 1975)
- Herbé Seijas - (15 października 1975 - 3 maja 1983)
- Pablo Galimberti - (12 grudnia 1983 - 16 maja 2006)
- Arturo Fajardo - (27 czerwca 2007 - 15 czerwca 2020)
- Fabián Antúnez (od 2021)